# Купин, Андрей Иванович
Купин Андрей Иванович (род. 22 октября 1972, Славяносербск, Ворошиловградская область) — украинский учёный в области интеллектуальных технологий управления и компьютерной инженерии. Доктор технических наук (2010), профессор (2013).

## Биография
Родился 22 октября 1972 года в посёлке Славяносербск Ворошиловградской (сейчас Луганской) области УССР.
В 1989 году окончил среднюю школу в Славяносербске.
В 1994 году окончил Восточноукраинский государственный университет по специальности «Робототехнические системы и комплексы», получив квалификацию инженера-системотехника. В 1994—1997 годах работал по специальности в банковской сфере Украины. В 1998 году поступил в аспирантуру Криворожского национального университета.
В 2001 году защитил диссертацию на соискание учёной степени кандидата технических наук в Криворожском техническом университете по специальности «автоматизация технологических процессов» (05.13.07) под научным руководством профессора Назаренко В. М.
С 2002 года — докторант кафедры информатики, автоматики и систем управления Криворожского технического университета. В 2008 году получил учёное звание доцента. В 2007 году назначен на должность руководителя кафедры компьютерных систем и сетей.
В 2010 году защитил диссертацию на соискание учёной степени доктора технических наук в Криворожском техническом университете по специальности «автоматизация процессов управления» (05.13.07). В 2011—2015 годах работал деканом факультета информационных технологий Криворожского национального университета. В 2013 году присвоено учёное звание профессора.

## Научная деятельность
Специалист в области интеллектуальных технологий управления и компьютерной инженерии. Автор более 160 научных работ, среди которых 30 учебно-методических и 6 патентов на изобретения. Подготовил 4 кандидата и одного доктора технических наук.
С 2017 года — постоянный член научно-методической комиссии Министерства образования и науки Украины по специальности «компьютерная инженерия». Эксперт Национального агентства по обеспечению качества высшего образования по аккредитации специальностей «компьютерная инженерия» (123), «информационные системы и технологии» (126), «автоматизация и компьютерно-интегрированные технологии» (151). Эксперт научного совета МОН Украины, секция № 2 «Информатика и кибернетика».
Член двух специализированных учёных советов по защите диссертаций при Криворожском национальном университете и Восточноукраинском национальном университете имени Владимира Даля, постоянный член научного семинара «Современные проблемы управления и моделирования в сложных системах» Приднепровского научного центра АН Украины.
Активный участник зарубежных научных изданий, рецензент Jestec (индексируется Scopus, WoS, др.), участник и организатор международных научно-технических конференций и семинаров. Член оргкомитета XIX международной конференции по проблемам использования информационных технологий в образовании, науке и промышленности.
Заместитель главного редактора научного издания Computer Science, Information Technology, Automation, член редакционной коллегии научных сборников «Вестник Криворожского национального университета», член редколлегии научного сборника «Качество минерального сырья», Advances in Cyber-Physical Systems (Львовская политехника), «Вестник Национального технического университета Украины "Киевский политехнический институт имени Игоря Сикорского"» (серия «Химическая инженерия, экология и ресурсосбережение», НТУУ "КПИ"), «Электромеханические и энергосберегающие системы» (Кременчугский национальный университет), «Электротехнические и информационные системы» (Днепровская политехника) и другие.
Член наблюдательного совета Украинского научно-образовательного IT общества.

### Научные труды
- Купин А. И. Интеллектуальная идентификация и управление в условиях процессов обогатительной технологии: монография. — Киев: Корнийчук. — 2008. — 204 с.
- Купин А. И., Музыка И. О. Компьютерная поддержка принятия решений для автоматизированного управления буровзрывными работами с минимизацией энергозатрат: Монография. — Кривой Рог: ФЛП Чернявский Д. А., 2013. — 200 с.
- Купин А. И., Кузнецов Д. И. Информационные технологии интеллектуальной диагностики асинхронных электродвигателей на основе спектральных характеристик: Монография. — Кривой Рог: Чернявский Д. А., 2016. — 200 с.
- Купин А. И., Сенько А. О., Мисько Б. С. Идентификация и автоматизированное управление в условиях процессов обогатительной технологии на основе методов вычислительного интеллекта: Монография. — Кривой Рог: Чернявский Д. А., 2018. — 298 с.